# Китайская Республика на летних Олимпийских играх 1968
Китайская Республика, в реальности представляющая лишь остров Тайвань, принимала участие в Летних Олимпийских играх 1968 года, и во второй раз в своей истории завоевала олимпийскую медаль. В знак протеста против узурпации Тайванем названия «Китай» Китайская народная республика бойкотировала эти игры.
Сборная состояла из 43 человек: 35 мужчин, 8 женщин. Тайваньские спортсмены приняли участие в соревнованиях по стрельбе (пистолет, винтовка, стендовая стрельба), лёгкой атлетике, велогонкам (индивидуальный и командный зачёт), боксу, парусному спорту, плаванию, спортивной гимнастике и тяжёлой атлетике.

## Медалисты
| Медаль | Спортсмен | Вид спорта      | Дисциплина                       |
| ------ | --------- | --------------- | -------------------------------- |
| Бронза | Цзи Чжэн  | Лёгкая атлетика | Женщины, бег на 80 м с барьерами |